# ショーン・マッキトリック
ショーン・マッキトリック（Sean McKittrick, 1975年 - ）は、アメリカ合衆国の映画プロデューサーである。

## 人物
『ドニー・ダーコ』、第59回カンヌ国際映画祭でパルム・ドールを争った『サウスランド・テイルズ』、アカデミー賞作品賞候補となった『ゲット・アウト』や『ブラック・クランズマン』などの製作で知られる。
ダーコ・エンターテインメントとQCエンターテインメントの社長である。

## フィルモグラフィ
- Visceral Matter (1997) 製作
- ドニー・ダーコ Donnie Darko (2001) 製作
- サウスランド・テイルズ Southland Tales (2007) 製作
- ディア・ダディ 嘘つき父さんの秘密 World's Greatest Dad (2009) 製作
- 運命のボタン The Box (2009) 製作
- I Hope They Serve Beer in Hell (2009) 製作
- 極秘指令 ドッグ×ドッグ Operation: Endgame (2010) 製作
- ゴッド・ブレス・アメリカ God Bless America (2011) 製作
- Hell Baby (2013) 製作
- バッドガイ 反抗期の中年男 Bad Words (2013) 製作
- JIMI:栄光への軌跡 Jimi: All Is by My Side (2013) 製作
- ホーム・スイート・ヘル/キレたわたしの完全犯罪 Home Sweet Hell (2015) 製作
- 高慢と偏見とゾンビ Pride and Prejudice and Zombies (2016) 製作
- Green is Gold (2016) 製作総指揮
- Happy Birthday (2016) 製作
- ゲット・アウト Get Out (2017) 製作
- バンド・エイド Band Aid (2017) 製作総指揮
- 意表をつくアホらしい作戦 A Futile and Stupid Gesture (2018) 製作総指揮
- Time Freak (2018) 製作総指揮
- ブラック・クランズマン BlacKkKlansman (2018) 製作
- ターキー・パニック The Oath (2018) 製作
- アス Us  (2019) 製作
- 僕のミッシー The Wrong Missy (2020) 製作総指揮
- アンテベラム Antebellum (2020) 製作

## 受賞とノミネート
| 賞               | 年   | 部門       | 作品名                 | 結果       |
| ---------------- | ---- | ---------- | ---------------------- | ---------- |
| アカデミー賞     | 2017 | 作品賞     | ゲット・アウト         | ノミネート |
| アカデミー賞     | 2018 | 作品賞     | ブラック・クランズマン | ノミネート |
| 英国アカデミー賞 | 2018 | 作品賞     | ブラック・クランズマン | ノミネート |
| 全米製作者組合賞 | 2017 | 劇場映画賞 | ゲット・アウト         | ノミネート |
| 全米製作者組合賞 | 2018 | 劇場映画賞 | ブラック・クランズマン | ノミネート |